# Гавриловский район (Оренбургская область)
Гавриловский район — административно-территориальная единица в составе Оренбургской и Чкаловской областей, существовавшая в 1935—1959 годах. Административный центр — село Чёрный Отрог.
Гавриловский район был образован в январе 1935 года в составе Оренбургской (в 1938—1957 — Чкаловской) области.
По данным 1945 года включал 16 сельсоветов: Биктимировский, Второй Александровский, Гавриловский, Дмитриевский 1-й, Егорьевский, Изяк-Никитинский, Надеждинский, Никитинский, Ново-Сакулакский, Пречистенский, Рождественский, Старо-Казлоировский, Студенецкий, Тихоновский, Фёдор-Ивановский и Чёрно-Отрожский.
3 апреля 1959 года Гавриловский район был упразднён, а его территория передана в Саракташский район.